# ستيفانو نافا
ستيفانو نافا (بالإيطالية: Stefano Nava)‏ هو مدرب كرة قدم ولاعب كرة قدم إيطالي، ولد في 19 فبراير 1969 في ميلانو في إيطاليا. لعب مع إيه سي ميلان ونادي بادوفا ونادي بارما ونادي ريجيانا 1919 ونادي سامبدوريا ونادي سيرفيت.

## وصلات خارجية
- ستيفانو نافا على موقع قاعدة بيانات كرة القدم.إي يو (الإنجليزية)